# Серебряков, Владимир Алексеевич (музыкант)
Влади́мир Алексе́евич Серебряко́в (8 марта 1914, Нижний Новгород, Российская империя — 10 июня 1998, Казань, Россия) — советский и российский альтист, саксофонист, джазмен, аранжировщик, квартетист, музыкальный педагог. Один из создателей в 1930-х в Харбине знаменитого джаз-оркестра (ныне — Государственный камерный оркестр джазовой музыки) под руководством Олега Лундстрема. Заслуженный артист Татарской АССР (1979).

## Биография
Владимир Серебряков родился в Нижнем Новгороде 8 марта 1914. Отец — Алексей Иванович Серебряков (1887—1949), инженер, юрист, к 1917 — один из управляющих волжского пароходного акционерного общества «Самолёт»; мать — Зинаида Александровна Березина (15.01.1889, Ижевск — 19.12.1965, Свердловск).
Во время гражданской войны семья Серебряковых, подхваченная постепенным отступлением «белых» войск на восток, в конечном счете в 1921 оказалась в Харбине, где А. И. Серебряков участвовал в строительстве Китайско-Восточной железной дороги и железнодорожного узла (начальник строительства, а затем директор Механических мастерских) в Харбине.
Владимир в Харбине учился в Новой смешанной гимназии, гимназии Андерса, гимназии им. А. С. Пушкина; окончил музыкальную школу и с 1929 начал играть на скрипке в оркестре харбинской Русской оперы, в котором главным дирижёром был народный артист СССР А. М. Пазовский.
В июле 1934 совместно с братом Виталием Серебряковым, Олегом и Игорем Лундстремами, Александром Онопюком, Алексеем Котяковым, Анатолием Миненковым, Александром Грависом, Ильей Уманцом участвовал в создании ставшего впоследствии знаменитым «джаз-оркестра Лундстрема». Первые репетиции тогда ещё никому не известного студенческого «джаз-банда» проходили на квартире Серебряковых (улица Пограничная, дом 9, квартира 1).
1 октября 1934 года мы выступили на Розовом балу в ХСМЛ (Христианский Союз Молодых Людей) с небывалым успехом. Тогда же появились стихи:
Олег и Игорь, славный малый, шалун, велотрюкач удалый,
Лат, Мин, Витюха с Вовой-братом, Алеша, Уманец с Онаном...
Взрослели, в Сунгари купались. Луисом, Дюком увлекались...
Так средь учебы и проказ студенты создали свой Джаз!
Набор инструментов был стандартным для начала 1930-х годов: три саксофона (А.Онопюк [Онан, Онап], Вл.Серебряков [Вова-брат], И.Лундстрем [Малый]), две трубы (Вит.Серебряков [Витюха], А.Котяков [Алеша]), тромбон (А.Миненков [Мин]) и ритм-группа (А.Гравис [Лат] - контрабас, банджо, И.Уманец - ударные и О.Лундстрем [Большой] - рояль). Всего 9 человек.Олег Лундстрем
В 1930-х и 1940-х работал (и как музыкант джаза Лундстрема, и как «классический» скрипач) в Пекине, Шанхае, играл в Шанхайском Муниципальном симфоническом оркестре, где выступал с крупнейшими музыкантами — Л. Стоковским, Б. Вальтером, Я. Хейфецем, В. Горовицем, кинозвездами Гретой Гарбо, Марлен Дитрих. Сотрудничал с приезжавшими в «русский Китай» на гастроли Ф. И. Шаляпиным (для него В. А. Серебряков написал несколько аранжировок), С. Я. Лемешевым, А. Н. Вертинским.
В 1947 с волной реэмиграции вернулся в СССР. Поселился с семьей в Казани, где прожил до конца жизни.
С 1948 музыкант оркестра казанского Татарского академического государственного театра оперы и балета им. М. Джалиля. Одновременно продолжал выступать с джаз-оркестром Лундстрема (до 1965 года).
С 1966 по 1989 артист, затем концертмейстер группы альтов Государственного симфонического оркестра Республики Татарстан (первый главный дирижёр и организатор оркестра в 1966 — Натан Рахлин).
С 1966 по 1986 преподавал в казанском Музыкальном училище имени И. В. Аухадеева (класс альта и ансамбль).
В 1989 организовал и возглавил струнный квартет «Кантилена». Квартет существует до сих пор.
В 1953 окончил Казанскую государственную консерваторию по классу альта (диплом с отличием, т. н. «красный диплом»).
В 1979 присвоено звание Заслуженный артист Татарской АССР.
Скончался 10 июня 1998 в Казани.

## Звания и награды
- Заслуженный артист Татарской АССР (1979).

## Личная жизнь
19 ноября 1939 женился на Валерии Чеславовне Маковецкой (1914—1985). У них родились дочери Марина (1940) и Галина (1944).